# Wonderland (Sarah McLachlan album)
Wonderland er det det niende album fra den canadiske sanger og sangskriver Sarah McLachlan. Det blev udgivet den 21. oktober 2016 via Verve Records. Det er McLachlans andet julealbum, efter albummet Wintersong fra 2006. 
Wonderland inkluderer 1 julesang indspillet af McLachlan i 2016. The Barnes & Noble edition features two more bonus tracks.

## Spor
| #   | Titel                          | Længde |
| --- | ------------------------------ | ------ |
| 1.  | "The Christmas Song"           | 3:19   |
| 2.  | "Angels We Have Heard on High" | 3:39   |
| 3.  | "Let It Snow"                  | 3:05   |
| 4.  | "White Christmas"              | 2:23   |
| 5.  | "O Come All Ye Faithful"       | 3:21   |
| 6.  | "Go Tell It on the Mountain"   | 2:34   |
| 7.  | "Away in a Manger"             | 2:26   |
| 8.  | "Winter Wonderland"            | 2:50   |
| 9.  | "Huron Carol"                  | 3:46   |
| 10. | "Silver Bells"                 | 4:22   |
| 11. | "O Holy Night"                 | 4:56   |

## Histlister
| Hitliste (2016)          | Højeste hitlistplacering |
| ------------------------ | ------------------------ |
| Australian Albums (ARIA) | 68                       |
| Billboard Canada         | 12                       |
| Billboard 200            | 56                       |
| Billboard Holiday        | 5                        |